# ایسابل جول
ایسابل جول (انگلیسی: Isabel Jewell؛ ۱۹ ژوئیهٔ ۱۹۰۷ – ۵ آوریل ۱۹۷۲) یک هنرپیشه اهل ایالات متحده آمریکا بود.
از فیلم‌ها یا برنامه‌های تلویزیونی که وی در آن نقش داشته است می‌توان به بر باد رفته، داستان دو شهر، افق گمشده، قاتل مادرزاد و ملودرام منهتن اشاره کرد.

## مرگ
جول در لس آنجلس، کالیفرنیا  پس از مصرف بیش از حد باربیتورات ها بر اثر خودکشی درگذشت.  خاکستر او در اقیانوس آرام پراکنده شد.